# Villa romana de Tourega
La Villa Romana de Tourega es una villa romana, clasificado como sitio de interés público desde 2012, ubicado en la Unión de las Parroquias de Nossa Senhora da Tourega y Nossa Senhora de Guadalupe (antigua parroquia de Nossa Senhora da Tourega) en municipio y distrito de Évora

## Descripción
Estaba ubicada en un territorio privilegiado de Ebora (ahora Évora), junto a la calzada romana de Salácia (actual Alcácer do Sal) y a solo cinco kilómetros de la calzada romana de Pax Iulia.
Habría sido patrimonio de gente de clase noble vinculada a la exploración de la tierra entre los siglos I y IV. A grandes rasgos, el pueblo era una propiedad rural de la época de la ocupación romana de la península ibérica, formada por un conjunto de viviendas para la residencia de los propietarios y sus trabajadores, además de dotadas de baños privados dada la importancia que dieron los romanos a la higiene y el cuidado de la salud.
En su máxima extensión, la aldea ocuparía una superficie de unos quinientos metros cuadrados, con dobles balnearios, para ambos sexos, con habitaciones y tanques de baños fríos y calientes. 
Hoy en día existen tres tanques de baño, de forma rectangular, construidos con muros de mortero, siendo el mayor de 24,5 metros de largo por 4,6 metros de ancho.
Tenía una estructura interna muy compleja, como lo demuestran las excavaciones realizadas principalmente en la zona termal. Se identificaron tres fases de construcción de este espacio.

## Localización
A unos 12 km de la ciudad de Évora, esta localidad romana se encuentra a través de un camino de tierra en la carretera que conecta con Alcazobas. También se puede llegar a pie o en bicicleta a través de un camino peatonal con señales de Valverde (Évora).